# Galet de Terpon
Le galet de Terpon, également connu sous le nom de « galet d'Antibes », est un vestige archéologique retrouvé à Antibes, en France, en 1866. Il s'agit de l'une des plus anciennes inscriptions grecques de Gaule connues. L'objet est affecté à la collection du département des Antiquités grecques étrusques et romaines du musée du Louvre, et en dépôt au musée d'archéologie à Antibes.

## Découverte
Le galet a été trouvé par le docteur Mougins de Roquefort sous le crépi du pied-droit de la porte d'entrée d'une « bastide », dans le quartier de Peyregoüe, à l'ouest d'Antibes. La maison ayant été construite par un marin, certains se sont demandé si le galet était local, ou s'il avait été ramené à l'occasion d'un voyage. Mais les résultats de tests pétrographiques ont permis d'établir qu'il s'agit d'une pierre locale, ainsi que l'inscription.

## Description
L'objet est un galet long de 65 cm en serpentine, de couleur vert très foncé. Il a une forme ovoïde.
L'objet porte une inscription grecque versifiée, un hexamètre dactylique en ionien archaïque, faisant de ce galet une offrande. Deux théories s'affrontent : la première veut que le galet représente le Plaisir, Terpon étant alors un surnom local de la divinité du plaisir, Éros ; la seconde repose sur la forme allongée du galet, qui représenterait un phallus, Terpon étant alors un satyre en érection.

## Inscription
L’inscription, gravée en ionien, est datée de 450/425 av. J.-C. et dit :
ΤΕΡΠΩΝ ΕΙΜΙ ΘΕΑΣ ΘΕΡΑΠΩΝ
ΣΕΜΝΗΣ ΑΦΡΟΔΙΤΗΣ
ΤΟΙΣ ΔΕ ΚΑΤΑΣΤΗΣΑΣΙ ΚΥΠΡΙΣ
ΧΑΡΙΝ ΑΝΤΑΠΟΔΟΙΗ
Ce qui se traduit en grec ancien attique : 
Τέρπων εἰμὶ θεάς θεράπων σεμνῆς Ἀφροδίτης
Τοῖς δὲ καταστήσασι Κύπρις χάριν ἀνταποδοίη.
Et, en français :

« Je suis Terpon, serviteur de l'auguste Aphrodite,

que Cypris accorde sa faveur à ceux qui m'ont confié cette charge ».
ou :
« Je suis Terpon, au service de la vénérable déesse Aphrodite.
Puisse Cypris donner en retour du plaisir à ceux qui m'ont placé ici ».
Une copie se trouve au Musée Champollion à Figeac.